# كأس هولندا 2001–02
كأس هولندا 2001–02 (بالهولندية: KNVB beker 2001/02)‏ هو الموسم 84 من كأس هولندا. أشرف على تنظيمه الاتحاد الملكي الهولندي لكرة القدم، وكان عدد الأندية المشاركة فيه 86، وفاز فيه أياكس أمستردام.